# Château de Barletta
Le château de Barletta est une forteresse située dans la ville de Barletta dans la région des Pouilles en Italie. Symbole de la ville, son architecture est le résultat d'une série d'événements qui a pris naissance au XIe siècle.
Le château était une forteresse à des fins défensives, entouré par la mer, qui occupait le fossé tout autour et qui l'isolait contre des attaques potentielles, il est aujourd'hui un point stratégique dans la vie de la ville, grâce à la présence des jardins qui l'entourent.
Il abrite actuellement la bibliothèque municipale, le musée municipal, qui n'est actuellement pas accessible, des réunions fréquentes et thématiques organisées dans la salle dite « rouge ».
Il abrite également:
- Le buste de Frédéric II en pierre calcaire, datant du XIIIe siècle;
- Le Sarcophage en pierre des Apôtres, première preuve de la chrétienté à Barletta datant de la période entre les IIIe et IVe siècles.

En 1973, des scènes du film Flavia la défroquée furent tournées au château de Barletta.